# 朱金楼
朱金楼（1913年11月—1992年7月），男，汉族，上海人，中国漫画家、美术理论家，曾任中国美术家协会理事。